# نظام تحديد الجنس XY
نظام تحديد الجنس إكس واي هو نظام لتحديد الجنس عند البشر ومعظم الثدييات الأخرى وبعض أنواع الحشرات (دروسوفيلا) وبعض أنواع الأفاعي وبعض النباتات (الجنكة). في نظام XY لتحديد الجنس، لدى الإناث اثنان من نفس النوع من صبغيات الجنس (XX) ، والذكور لديهم صبغيات جنسية متغايرة (XY) أول وصف للنظام قام به بشكل مستقل نيتي ستيفنز و‌إدموند ويلسون في 1905.

## طريقة التحديد
يختلف الحيوان المنوي المذكر في تكوينه عن المؤنث بحيث له وميض ولمعان في رأسه بينما الحيوان المنوي المؤنث يفقد ذلك اللمعان والنور كما توضحه الصور المتخصصة بذلك، كما ان الحيوان المنوي الذي يحمل شارة الذكورة أسرع حركة واقوى يستطيع أن يصل إلى البويضة في ست ساعات تقريباً فاذا وصل إلى البويضة جاهزة التلقيح الناضجة لقحها والا بقي ساعات ثم يموت وأما الحيوان المنوي الأنثوي فإنه يسير بطيئاً في الغالب ولا يصل إلى البويضة إلا بعد أكثر من اثني عشرة ساعة. 
- تحديد جنس الجنين أثناء التلقيح الطبيعي، من المعروف أنّ الرجل لديه حيوانات منوية ذكرية تحمل الكروموسومات (X-Y)، وعند إطلاقها في الرحم، ينفصل كل قسم وحده، ويصبح هناك كرموسوم (Y) وكرموسوم (X)، أما بويضة المرأة فلا تحتوي إلّا على كروموسومات (X-X)، وعندما تنفصل يصبح هناك كروموسومين (X) منفصلين، وبسبب تشابه كروموسومات المرأة، فقد أثبت العلم أنّ الرجل هو المسؤول بالدرجة الأولى عن تحديد جنس الجنين، وعند حدوث الإخصاب للبويضة، فإنّ الكروموسوم الذكري (Y) إن استطاع تلقيح البويضة يكون الجنين ذكراً، أمّا إذا كان الكروموسوم (X) يكون الجنين أنثى.